# 罗莫洛·卡塔斯塔
罗莫洛·卡塔斯塔（義大利語：Romolo Catasta，1923年3月26日—1985年3月26日），意大利男子赛艇运动员。他曾代表意大利参加1948年夏季奥林匹克运动会赛艇比赛，获得男子单人双桨铜牌。